# New Zealand's Next Top Model
New Zealand's Next Top Model (NZNTM) es un reality show de Nueva Zelanda en el cual un grupo de mujeres compite por el título de New Zealand's Next Top Model.
El show se basa en el exitoso programa de TV americano America's Next Top Model, que fue creado/producido y presentado por la conductora y ex-supermodelo, Tyra Banks. El show show comenzó en Estados Unidos en 2003, y con una gran promoción comercial fue emitido en Nueva Zelanda a fines de 2004.
La ganadora del primer Ciclo fue 'Christobelle Grierson-Ryrie, de 16 años de edad y proveniente de Auckland.
New Zealand's Next Top Model fue todo un éxito en Nueva Zelanda. El Ciclo 1 tuvo mayor audiencia que America's Next Top Model emitido por la cadena TV3.
Así mismo fue emitido en Australia y debido a su audiencia se convirtió en uno de los 10 programas más visto en la televisión de ese país, superando al éxito de The Contender.
El Ciclo 2 comenzó a emitirse el 6 de agosto de 2010 por TV3.

## Ciclos
| Ciclo | Fecha de primera emisión | Ganadora                    | Finalista/s                    | Otras concursantes en orden de eliminación | Número de concursantes | Destino Internacional |
| ----- | ------------------------ | --------------------------- | ------------------------------ | --- | ---------------------- | --------------------- |
| 1     | 13 de marzo de 2009      | Christobelle Grierson-Ryrie | Laura Scaife                   | Tiffany Butler, Sarah Yearbury, Olivia Murphy, Rhiannon Lawrence, Ajoh Chol, Rebecca-Rose Harvey, Lucy Murphy, Teryl Leigh Bourke, Victoria Williams, Ruby Higgins, Hosanna Horsfall       | 13                     | Sídney Los Ángeles    |
| 2     | 6 de agosto de 2010      | Danielle Hayes              | Michaela Steenkamp             | Estelle Curd, Jamie Himiona, Aafreen Vaz, Amelia Nakagawa-Gough, Eva Duncan, Lauren Bangs, Holly Potton, Nellie Jenkins, Lara Kingsbeer, Dakota Biddle, Courtenay Scott-Hill, Elza Jenkins | 14                     | Rotorua Tailandia     |
| 3     | 10 de junio de 2011      | Brigette Thomas             | Bianca Cutts & Rosanagh Wypych | Aminah Mohamed, Holly Reid, Yanna Hampe, Briana Allen, Amber Douglas, Tyne Aitken, Arihana Taiaroa, Aroha Newby, Hillary Cross, AJ Moore, Izzy Thorpe                                      | 14                     | Abu Dabi              |